# Albumy numer jeden w roku 1980 (Japonia)
Notowanie Weekly LP Chart (jap. 週間LPランキング Shūkan LP Chāto) przedstawia najlepiej sprzedające się LP w Japonii. Publikowane było przez magazyn Oricon Style, a dane skompletowane zostały przez Oricon w oparciu o cotygodniowe wyniki sprzedaży fizycznej LP. Poniżej znajdują się tabele prezentujące najpopularniejsze płyty w danych tygodniach w roku 1980.

## Oricon Weekly Album Chart
| Data            | Album                                                          | Wykonawca              | Źródło |
| --------------- | -------------------------------------------------------------- | ---------------------- | ------ |
| 7 stycznia      | wstrzymanie publikacji                                         | wstrzymanie publikacji | [ 1 ]  |
| 14 stycznia     | Yumegatari (jap. 夢がたり)                                     | Saki Kubota            | [ 1 ]  |
| 21 stycznia     | Yumegatari (jap. 夢がたり)                                     | Saki Kubota            | [ 1 ]  |
| 28 stycznia     | Yumegatari (jap. 夢がたり)                                     | Saki Kubota            | [ 1 ]  |
| 4 lutego        | Yumegatari (jap. 夢がたり)                                     | Saki Kubota            | [ 1 ]  |
| 11 lutego       | Yumegatari (jap. 夢がたり)                                     | Saki Kubota            | [ 1 ]  |
| 18 lutego       | Kishōtenketsu (jap. 起承転結)                                  | Chiharu Matsuyama      | [ 1 ]  |
| 25 lutego       | Kishōtenketsu (jap. 起承転結)                                  | Chiharu Matsuyama      | [ 1 ]  |
| 3 marca         | Kishōtenketsu (jap. 起承転結)                                  | Chiharu Matsuyama      | [ 1 ]  |
| 10 marca        | Public Pressure (jap. パブリック・プレッシャー)                | Yellow Magic Orchestra | [ 1 ]  |
| 17 marca        | LOVE SONGS                                                     | Mariya Takeuchi        | [ 1 ]  |
| 24 marca        | LOVE SONGS                                                     | Mariya Takeuchi        | [ 1 ]  |
| 31 marca        | LOVE SONGS                                                     | Mariya Takeuchi        | [ 1 ]  |
| 7 kwietnia      | Tiny Bubbles (jap. タイニイ・バブルス)                         | Southern All Stars     | [ 1 ]  |
| 14 kwietnia     | Tiny Bubbles (jap. タイニイ・バブルス)                         | Southern All Stars     | [ 1 ]  |
| 21 kwietnia     | Ikiteite mo ii desu ka (jap. 生きていてもいいですか)           | Miyuki Nakajima        | [ 1 ]  |
| 28 kwietnia     | Ikiteite mo ii desu ka (jap. 生きていてもいいですか)           | Miyuki Nakajima        | [ 1 ]  |
| 5 maja          | Ikiteite mo ii desu ka (jap. 生きていてもいいですか)           | Miyuki Nakajima        | [ 1 ]  |
| 12 maja         | Roman (jap. 浪漫)                                              | Chiharu Matsuyama      | [ 1 ]  |
| 19 maja         | Roman (jap. 浪漫)                                              | Chiharu Matsuyama      | [ 1 ]  |
| 26 maja         | Roman (jap. 浪漫)                                              | Chiharu Matsuyama      | [ 1 ]  |
| 2 czerwca       | Mr. Black (jap. Mr.ブラック)                                   | Chanels                | [ 1 ]  |
| 9 czerwca       | Mr. Black (jap. Mr.ブラック)                                   | Chanels                | [ 1 ]  |
| 16 czerwca      | Zōshoku (jap. 増殖)                                            | Yellow Magic Orchestra | [ 1 ]  |
| 23 czerwca      | Zōshoku (jap. 増殖)                                            | Yellow Magic Orchestra | [ 1 ]  |
| 30 czerwca      | Zōshoku (jap. 増殖)                                            | Yellow Magic Orchestra | [ 1 ]  |
| 7 lipca         | Zōshoku (jap. 増殖)                                            | Yellow Magic Orchestra | [ 1 ]  |
| 14 lipca        | Solid State Survivor (jap. ソリッド・ステイト・サヴァイヴァー) | Yellow Magic Orchestra | [ 1 ]  |
| 21 lipca        | Solid State Survivor (jap. ソリッド・ステイト・サヴァイヴァー) | Yellow Magic Orchestra | [ 1 ]  |
| 28 lipca        | Solid State Survivor (jap. ソリッド・ステイト・サヴァイヴァー) | Yellow Magic Orchestra | [ 1 ]  |
| 4 sierpnia      | ACT 1                                                          | Monta & Brothers       | [ 1 ]  |
| 11 sierpnia     | ACT 1                                                          | Monta & Brothers       | [ 1 ]  |
| 18 sierpnia     | Tahara Toshihiko (jap. 田原俊彦)                               | Toshihiko Tahara       | [ 1 ]  |
| 25 sierpnia     | Tahara Toshihiko (jap. 田原俊彦)                               | Toshihiko Tahara       | [ 1 ]  |
| 1 września      | Gyakuryū (jap. 逆流)                                           | Tsuyoshi Nagabuchi     | [ 1 ]  |
| 8 września      | ALICE VIII                                                     | Alice                  | [ 1 ]  |
| 15 września     | ALICE VIII                                                     | Alice                  | [ 1 ]  |
| 22 września     | Kanpai (jap. 乾杯)                                             | Tsuyoshi Nagabuchi     | [ 1 ]  |
| 29 września     | Kanpai (jap. 乾杯)                                             | Tsuyoshi Nagabuchi     | [ 1 ]  |
| 6 października  | RIDE ON TIME                                                   | Tatsuro Yamashita      | [ 1 ]  |
| 13 października | Kanpai (jap. 乾杯)                                             | Tsuyoshi Nagabuchi     | [ 1 ]  |
| 20 października | Inshōha (jap. 印象派)                                          | Masashi Sada           | [ 1 ]  |
| 27 października | Inshōha (jap. 印象派)                                          | Masashi Sada           | [ 1 ]  |
| 3 listopada     | Inshōha (jap. 印象派)                                          | Masashi Sada           | [ 1 ]  |
| 10 listopada    | JUNKO THE BEST                                                 | Junko Yagami           | [ 1 ]  |
| 17 listopada    | JUNKO THE BEST                                                 | Junko Yagami           | [ 1 ]  |
| 24 listopada    | JUNKO THE BEST                                                 | Junko Yagami           | [ 1 ]  |
| 1 grudnia       | Kogarashi ni dakarete (jap. 木枯しに抱かれて)                  | Chiharu Matsuyama      | [ 1 ]  |
| 8 grudnia       | Kogarashi ni dakarete (jap. 木枯しに抱かれて)                  | Chiharu Matsuyama      | [ 1 ]  |
| 15 grudnia      | North Wind                                                     | Seiko Matsuda          | [ 1 ]  |
| 22 grudnia      | We are                                                         | Off Course             | [ 1 ]  |
| 29 grudnia      | TOSHI'81                                                       | Toshihiko Tahara       | [ 1 ]  |